# Le Theil (Orne)
Le Theil foi uma comuna francesa na região administrativa da Normandia, no departamento de Orne. Estendia-se por uma área de 9,53 km². Em 2010 a comuna tinha 3 601 habitantes (densidade: 377,9 hab./km²).
Em 1 de janeiro de 2016, passou a formar parte da nova comuna de Val-au-Perche.